# Campeonato de Ascenso del Fútbol Femenino de Ecuador
El Campeonato de la Liga Nacional de Ascenso de Fútbol Femenino de Ecuador, conocida también como el Ascenso a la Serie A, es la tercera división (hasta el 2020 fue la cuarta) del sistema de ligas de fútbol de Ecuador, organizada por la Comisión Nacional de Fútbol Aficionado, anexa a la Federación Ecuatoriana de Fútbol.
El actual campeón es el club Shumiral City de Camilo Ponce Enríquez.

## Historia

### Temporada 2015
En la temporada 2015 los diez equipos que disputaron el Campeonato de Ascenso que daba a la Serie B Femenina fueron:
En el Grupo A constan Olmedo de Chimborazo, Manchester de Cotopaxi y Liga de Loja (Loja). 
En el Grupo B están Municipal de Sucúa (Morona Santiago), Fedeguayas y Deportivo Pereira, ambos de Guayas.
En Semifinales, Olmedo derrota a Municipal Sucua y Fedeguayas derrota a Liga de Loja. En la final, Fedeguayas derrota por la mínima diferencia a Olmedo. Todos estos encuentros se jugó en Sucua. Ascienden Fedeguayas (Campeón) y Olmedo (Riobamba).

### Temporada 2016
En la temporada 2016 los diez equipos que disputaron el Campeonato de Ascenso que daba a la Serie B Femenina fueron:
En el Grupo A constan Club Ñañas (Pichincha), Manchester (Cotopaxi), Espoli (Pichincha), Deportivo Coca. 
En el Grupo B están IK Santo Domingo, Moraspungo (Cotopaxi), Los Chavales.
En el Grupo C están ESPOL, Deportivo Pereira (Guayas).
En el cuadrangular final que disputaron el Campeonato de Ascenso que daba a la Serie B Femenina fueron: 
Club Ñañas, Club Manchester (Cotopaxi), IK Santo Domingo, Deportivo Coca. Ascienden Club Ñañas (Campeón) y Club Manchester (Cotopaxi). Por reestructuración también asciende IK Santo Domingo, Deportivo Coca, Deportivo Pereira (Guayas).

### Temporada 2017
En la temporada 2017 los diez equipos que disputaron el Campeonato de Ascenso que daba a la Serie B Femenina fueron:
En el Grupo A constan Los Chavales, J Tsachila (Santo Domingo), La Merced del Valle, Los Canarios (Puerto López). 
En el Grupo B están Tecni Club, Atenas F.C., S.S. Bocca (Guayaquil). 
En el Grupo C están Star Club (Riobamba), Atlético Junior, ESPOL.
En el cuadrangular final jugado en Riobamba, que disputaron el Campeonato de Ascenso que daba a la Serie B Femenina fueron: 
Star Club (Riobamba), J Tsáchila (Santo Domingo), Tecni Club (Cuenca); Los Chavales (Quevedo). Ascienden Star Club (Campeón) y J Tsáchila.

### Temporada 2018
En la temporada 2018 se dio una revolución de inscripciones al Campeonato de Ascenso. 
En el cuadrangular final jugado en Macas, que disputaron el Campeonato de Ascenso que daba a la Serie B Femenina fueron: 
Liga Deportiva Juvenil de Macas, ICCAN Macas, Independiente JL, y San Miguel de Ibarra. Ascienden Liga Deportiva Juvenil de Macas (Campeón) y San Miguel de Ibarra directamente a Serie A Femenina y no a Serie B como estaba estipulado en el 2019, la segunda división debido a la implantación de la Superliga Femenina.

### Temporada 2019
Información en fase de validación.

### Temporada 2020
Información en fase de validación.

### Temporada 2021
Información en fase de validación.

### Temporada 2022
Información en fase de validación.

### Temporada 2023
Información en fase de validación.

### Temporada 2024
No se realizó por decisión del ente organizador.

### Temporada 2025
La temporada 2025 inició el 3 de mayo de 2025 y se está desarrollando actualmente. Compiten 13 equipos. En el Grupo A se ubica Pan Con Cola (Quevedo), Club Atlético MSC2002 (MSC Ladies) (Portoviejo), Valencia Sport (Valencia) y Club Deportivo Grecia (Chone); los dos primeros clasificaron a los cuartos de final. En el Grupo B están Atlético Patricia Pilar (Patricia Pilar) y Águilas (Santo Domingo); ambos clasificados a los cuartos de final. En el Grupo C están Estudiantes Jr Babahoyo (Babahoyo), Patria Nueva (Guayaquil), Guerreras Guancavilcas (Santa Elena) y Pereira (Daule); los dos primeros clasificaron a los cuartos de final. En el Grupo D se encuentran Gremio (Paute), Nuevo Santa Rosa SC (Santa Rosa) y Huaquillas FC (Huaquillas); los dos primeros clasificaron a los cuartos de final.
La fase de play off (cuartos de final) está por iniciar. El torneo otorga 3 cupos a la Liga de la Serie A Femenina Amateur de Ecuador.

## Equipos participantes

### Temporada 2025
| Grupo A        | Grupo A    |
| -------------- | ---------- |
| Equipo         | Ciudad     |
| MSC Ladies     | Portoviejo |
| Grecia         | Chone      |
| Valencia Sport | Valencia   |
| Pan Con Cola   | Quevedo    |

| Grupo B                 | Grupo B                        |
| ----------------------- | ------------------------------ |
| Equipo                  | Ciudad                         |
| Atlético Patricia Pilar | Patricia Pilar                 |
| Águilas Santo Domingo   | Santo Domingo de los Tsáshilas |

| Grupo C                 | Grupo C     |
| ----------------------- | ----------- |
| Equipo                  | Ciudad      |
| Estudiantes Jr Babahoyo | Babahoyo    |
| Guerreras Guancavilcas  | Santa Elena |
| Pereira                 | Daule       |
| Patria Nueva            | Guayaquil   |

| Grupo D          | Grupo D    |
| ---------------- | ---------- |
| Equipo           | Ciudad     |
| Gremio           | Paute      |
| Huaquillas SC    | Huaquillas |
| Nuevo Santa Rosa | Santa Rosa |

## Campeonas

### Títulos por año
| Campeonato de Ascenso de Fútbol Femenino |               |                                |               |                          |
| Temporada                                | Edición       | Campeón                        | Resultado     | Subcampeón               |
| 2015                                     | 1°            | Fedeguayas                     | 1 - 0         | Centro Deportivo Olmedo  |
| 2016                                     | 2°            | Club Ñañas                     | Liga          | Club Manchester Cotopaxi |
| 2017                                     | 3°            | Star Club                      | Liga          | J Tsáchilas              |
| 2018                                     | 4°            | Liga Deportiva Juvenil (Macas) | Liga          | San Miguel de Ibarra     |
| 2019                                     | 5°            | Grecia                         | Liga          | Patria                   |
| 2021                                     | 6°            | Atlético San Miguel            | 0-1 2-0       | Bonita Banana            |
| 2022                                     | 7°            | Toreras                        | 7 - 4 Global  | Orense                   |
| 2023                                     | 8°            | Shumiral City                  | 4-2 Global    | Atlético Daule           |
| 2024                                     | No se realizó | No se realizó                  | No se realizó | No se realizó            |
| 2025                                     | 9°            |                                |               |                          |